# بیا با من پرواز کن (مجموعه تلویزیونی ۲۰۱۰)
بیا با من پرواز کن یک مستندنمای بریتانیایی است که توسط مت لوکاس و دیوید ویلیامز و با بازی مت لوکاس ساخته شده است. این سریال که توسط لینزی دانکن روایت می‌شود، در ۲۵ دسامبر ۲۰۱۰ از شبکه بی‌بی‌سی وان پخش شد. این مجموعه که ساختگی از مستندهای بریتانیایی فرودگاه و خط پرواز است، فعالیت در یک فرودگاه اصلی و سه شرکت هواپیمایی خیالی را دنبال می‌کند: شرکت هواپیمایی ارزان‌قیمت بریتانیا فلای‌لو (تقلید طنزی از فلای‌بی، رایان‌ایر، ایزی‌جت)، شرکت هواپیمایی ارزان قیمت ایرلندی «اور لیدی ایر» (یک تقلید از رایان‌ایر و ایر لینگاس)، و خطوط هوایی بزرگ بریتانیایی (تقلید طنزی از بریتیش ایرویز).
لوکاس و ویلیامز بسیاری از کارکنان اصلی خطوط هوایی و فرودگاه و همچنین برخی از مسافران را به تصویر می کشند که نظرات و تجربیات آنها در یک یا چند قسمت از سریال به سبک "مستند پرواز روی دیوار" نمایش داده می شود. علیرغم اعلام سریال دوم، ولیامز در ژانویه ۲۰۱۳ تایید کرد که سری دوم قرار نیست پخش شود.

## تولید
در ژوئن ۲۰۱۰، اعلام شد که لوکاس و ویلیامز، ستاره‌های بریتانیای کوچک، برای بازی در یک سریال کمدی جدید که در یک فرودگاه اتفاق می‌افتد، دوباره متحد شده‌اند. فیلمبرداری بیا با من پرواز کن در ماه آگوست آغاز شد و این دو، دو هفته را در فرودگاه رابین هود دانکاستر شفیلد سپری کردند.سه هفته دیگر به فیلمبرداری در فرودگاه استانستد لندن سپری شد و صحنه هایی نیز در فرودگاه جان لنون لیورپول و استودیو پاین وود فیلمبرداری شد.